# Lateralflexion

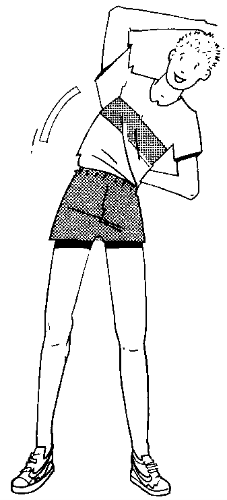
Rechts konvexe Lateralflexion als Skizze

Die Lateralflexion ist die Seitwärtsneigung der Wirbelsäulen-Gelenke. Die Richtung der Neigung wird danach bezeichnet, auf welcher Seite eine „Außenwölbung“  (konvex) entsteht, also eine rechts bzw. links konvexe Lateralflexion. Man kann sie auch nach der „Innenwölbung“ (konkav) beschreiben, allerdings wird der Begriff in dem Zusammenhang kaum verwendet.
Die Vorneigung der Wirbelsäule wird als Inklination oder Ventralflexion bezeichnet.
Die Lateralflexion des Oberkörpers findet hauptsächlich in der Lendenwirbelsäule statt. Die Bewegung wird durch das Aneinanderstoßen zwischen dem unteren Rippenbogen des Brustkorbes mit dem Darmbeinkamm des Beckens begrenzt. Eine Lateralflexion ist aber auch in der Halswirbelsäule und der Brustwirbelsäule möglich.
Als Lateralflexor bezeichnet man einen Skelettmuskel, der die Seitwärtsneigung eines Wirbelsäulengelenks vollzieht.